# 蒲立本
蒲立本（英語：Edwin George Pulleyblank，1922年8月7日—2013年4月13日），加拿大汉学家，艾伯塔省卡尔加里人，生前为不列颠哥伦比亚大学东亚研究系教授。

## 生平
蒲立本1942年毕业于艾伯塔大学，主修希腊文和拉丁文经典。参与太平洋战争期间情报工作时接触日语，私下也在渥太华的卡爾頓大學学习汉语。1946年到伦敦大学攻读中国语言和历史。1951年获哲學博士学位，论文《安祿山的家世和早年生活》，然后到日本东京和京都的图书馆进修至1952年。1953年评上剑桥大学汉语教授职位。1955年出版著作《安禄山叛乱的背景》。在《亚非学院院刊》、《通报》和《大亚细亚》发表唐代历史论文，兼及中亚历史。
1959年因“受早年对印欧比较语言学兴趣的启发”和“对更好的古典汉语教材的需要”，开始研究汉语的歷史語言學。他从语法入手，1960年在《大亚细亚》发表《早期汉语语法研究（一）》。随后转到了中古汉语和上古汉语的构拟，发表《上古汉语的辅音系统》（1962年）、《上古汉语的辅音系统（二）》（1962年）、《上古汉语和缅文元音系统的诠释》（1963年）。1966年到不列颠哥伦比亚大学出任教授，1968年出任亚洲研究系系主任。在《大亚细亚》发表《晚期中古汉语》（1970年）、《晚期中古汉语（二）》（1971年）。1973年在《中国语言学报》创刊号发表《关于汉语词族的一些新假设》、在《亚非学院院刊》发表《关于上古汉语-s的更多证据及其消失的时间》。1974年卸下系主任职位。在《华裔学志》发表《上古汉语的韵尾辅音》（1977年—1978年）。1987年成为荣誉退休教授。
1980年后出版的专书有《中古汉语：历史语音学的研究》（1984年）、《早期中古汉语、晚期中古汉语、早期官话构拟发音的词汇》（1991年）、《一份以中亚婆罗米文书写的汉语文献：晚期中古汉语和于阗语发音的新证据》（1993年合著）、《古典汉语语法纲要》（1995年）。历年出任的其他职位包括：1980年当选加拿大皇家学会会员、1993年成为意大利中东和远东研究所通讯会员、加拿大亚洲研究学会会长（1971年—1974年)、美国东方学会会长（1990年—1991年)、美国东方学会西部支部会长（1992年—1993年）、国际汉语语言学学会主席（1995年—1996年）。

## 外部連結
- Asian Studies E.G. Pulleyblank